# 清理整治不规范地名工作
清理整治不规范地名工作是中国大陆各级政府开展的对被定义为“不规范”的地名的整治行动。中华人民共和国官方媒体整治行动普遍表示支持，并将该行动与增强“民族自信”与增强中国传统文化相联系。

## 历史
2018年12月，中华人民共和国民政部、公安部、自然资源部、住房城乡建设部、交通运输部、国家市场监管总局联合印发《关于进一步清理整治不规范地名的通知》。
2019年6月22日，深圳市规划和自然资源局回应网络流传的关于深圳地区的“需清理整治的不规范地名清单”，称“除房地产预售现场推广名和广告及建筑物标牌使用了与批准标准地名不一致的名称需要清理整治外，已建楼盘使用不规范地名或擅自命名的、道路无名或名称不规范的，也都需要清理整治”。

## 标准
根据目前已经公开的信息，该行动整治的对象是被定义为“大、洋、怪、重”的地名。其中，“大”指的是“刻意夸大”、“洋”指的是“崇洋媚外”、“怪”指的是“追求怪诞离奇”、“重”指的是“一定范围重名或同音”。常见的例子有：维多利亚花园、阳光巴洛克小区、珊瑚宫殿、威尼斯大酒店、龙记国会山小区等。